# Mellantjärnen (Bräcke socken, Jämtland, 695773-148409)
Mellantjärnen är en sjö i Bräcke kommun i Jämtland och ingår i Ljungans huvudavrinningsområde.